# خيال وديع
الخيال الوديع (بالإنجليزية: Polite fiction)‏ هو سيناريو اجتماعي يشارك فيه جميع المشاركين بوعي مشترك بالحقيقة، ولكنهم يتظاهرون بالإيمان بأحداث بديلة لتجنب الصراع أو الإحراج. وترتبط الخيالات الوديعة بشدة بالتلطيف، حيث تستبدل كلمة أو عبارة قد تكون غير لائقة أو غير مرغوبة أو مسيئة بكلمة أو عبارة أخرى يفهمها ويتفهمها المتحدث والمستمع بنفس المعنى. وفي الاستخدام الأكاديمي، يمكن تتبع مصطلح "الخيال الوديع" على الأقل إلى عام 1953.
ثمة مثال غير رسمي وهو أن يخرج شخص للشرب بعد أن يخبر عائلته بأنه سيذهب للتنزه في المساء للاستمتاع بالهواء الطلق. وعلى الرغم من أن أفراد العائلة يعرفون أن الشخص قد يذهب لشرب الكحول وربما يعود في حالة سكر، فإنهم قد يتصرفون وكأنه يخرج للتنزه، ويتصرفون وكأنهم لا يلاحظون علامات السكر عند عودته. ومثال آخر شائع، وهو زوجان تعرضا لخلاف، يقوم أحدهما بالانسحاب من تجمع اجتماعي، ويدعي الآخر أنه مريض، خاصة إذا كان ذلك يحدث بانتظام. في هذه الحالات، على الرغم من أن الأشخاص في دائرة العلاقات الاجتماعية للزوجين قد شهدوا هذا السلوك عدة مرات ويعرفون أن هناك مشكلة ما في العلاقة، إلا أنهم قد يبقون صامتين خوفًا من إساءة الأمور، مما يزيد من مشكلات العلاقة. وهذا ينتهك المعايير الاجتماعية (وهي سلوك إنساني يتعلق بأنظمة الأخلاق ووضوحها)، ويمكن استخدامه للحفاظ على اللباقة والثقة، مع تأثير الحفاظ على الروابط الاجتماعية وتوفير الدعم الإيديولوجي.
يمكن أن تذهب الخيالات الوديعة إلى حالة الإنكار. هذا هو الحال بشكل خاص عندما يُقصد بالخيالات المهذبة في الواقع خداع بعض المراقبين، مثل الغرباء أو الأطفال الذين يُحكم عليهم بأنهم أصغر من أن يُقال لهم الحقيقة. ثم تصبح الحقيقة "الفيل في الغرفة"؛ وبغض النظر عن مدى وضوح ذلك، يتظاهر الأشخاص الأكثر تضررًا، للآخرين ولأنفسهم بأن الأمر ليس كذلك. يمكن استخدام هذا للتأثير الفكاهي في الكوميديا، حيث ستبدو الشخصية عازمة على جعل من المستحيل الحفاظ على الخيال الوديع.

## مقالات ذات صلة
- مرض دبلوماسي [الإنجليزية]
- تواصل شخصي
- كايفاب [الإنجليزية]
- خيال قانوني [الإنجليزية]
- تقليل (علم النفس)
- تشويش
- تعريف مقنع [الإنجليزية]
- كذبة مهذبة
- كذبة بيضاء
- ما يحدث خلال الجولة (مقولة) [الإنجليزية]